# Hina Kino
Hina Kino (木野 日菜?, Kino Hina; Prefettura di Saitama, 12 febbraio 1997) è una doppiatrice giapponese affiliata all'agenzia Amuleto. Dopo aver iniziato la sua carriera di doppiatrice nel 2014, ha interpretato il suo primo ruolo principale come Sylvia Silkcut nella serie anime del 2016 Hybrid × Heart Magias Academy Ataraxia. È anche conosciuta per i suoi ruoli come Sayaka Itomi in Katana Maidens - Toji no miko e Hanako Honda in Asobi asobase.

## Biografia
Kino è nata nella prefettura di Saitama il 12 febbraio 1997. Si era interessata agli anime e ai manga fin da piccola, in particolare le piaceva la serie One Piece e Danshi kōkōsei no nichijō. Durante gli anni del liceo, divenne consapevole della carriera di doppiatrice dopo aver visto un talk show prodotto dalla rivista di giochi Famitsu; il suo interesse per la recitazione vocale è stato ulteriormente influenzato dalla visione del film One Piece: Episode of Chopper: Bloom in the Winter, Miracle Sakura. Per questi motivi, ha deciso di intraprendere la carriera di doppiatrice entrando al liceo.
Kino si iscrisse a una scuola di formazione di recitazione vocale durante il suo terzo anno di scuola superiore. Dopo aver terminato la sua formazione, ha fatto il suo debutto come doppiatore nel videogioco del 2014 Thousand Memories. Secondo lei, dato che era il suo primo ruolo ed era nervosa per come sarebbe andata a finire, ha deciso di "esercitarsi rigorosamente" per il ruolo. Il suo primo anime è seguito quello stesso anno quando ha interpretato il ruolo di una cameriera in un episodio della serie anime Daitoshokan no Hitsujikai. Nel 2016, ha interpretato il suo primo ruolo principale come Silvia Silkcut nella serie anime Hybrid × Heart Magias Academy Ataraxia. Nel 2017, ha interpretato il ruolo di Collon nella serie anime SukaSuka. Nel 2018, ha interpretato i ruoli di Sayaka Itomi in Katana Maidens - Toji no miko e Hanako Honda in Asobi asobase; insieme ai suoi co-protagonisti di Asobi asobase ha interpretato i temi di apertura e chiusura della serie "Three Piece" (スリピス?, Suripisu) e "Inkya Impulse" (インキャインパルス?, Inkya Inparusu), rispettivamente.

## Doppiaggio

### Anime
- Astra - Lost in Space (Funicia Rafaeli)
- Asobi Asobase (Hanako Honda)
- Buddy Daddies (Miri Unasaka)
- Comic Girls (Fan di Ruki)
- Convenience Store Boy Friends (Misora Mashiki)
- Così parlò Rohan Kishibe (Figlia del confessore)
- DanDaDan (Figlia dell'Acrobata dai Capelli Setosi)
- Dopo la pioggia (ragazzina)
- Dragon Quest: L'avventura di Dai (Mina)
- Erased (Misato Yanagihara)
- Gabriel DropOut (Ammiratrice di Gabriel B, gatto, Ueno, Alexander, slime)
- Heavenly Delusion (Ohma)
- Heike monogatari (Yasha-gozen)
- Hero Classroom (Cú Chulainn)
- Himote House (Shibari Momozono)
- Hybrid × Heart Magias Academy Ataraxia (Silvia Silkcut)
- I tormenti della vampira reclusa (Koharu Minenaga)[8]
- Iii Icecrin (Mabubu)
- Kaguya-sama: Love is War (Miki)
- Katana Maidens - Toji no miko (Sayaka Itomi)
- Kemono Friends (Tursiope)
- Magia Record: Puella Magi Madoka Magica Side Story (Kurohane)
- Medalist (Ryoka Miketa)[9]
- Mieruko-chan (Amica di Kyosuke Yotsuya B)
- Mi sono ritrovato a convivere con una kunoichi NEET (Kanna Natsumi)[10]
- Overlord (Kuuderika)
- Paripi kōmei (Fan di Pigtailed Azalea)
- Princess Principal (Julie)
- Seton Academy: Join the Pack! (Ranka Ōkami)
- Ore ga ojō-sama gakkō ni "shomin sample" toshite rachirareta ken (Ojosama, domestica)
- Sakamoto Days (Hana Sakamoto)[11]
- Spy Classroom (Fine)
- Star Twinkle Pretty Cure (Fuwa)
- Steins;Gate 0 (Kaede Kurushima)
- Sword Art Online: Alicization (Linel Synthesis Twenty-Eight)
- The Devil is a Part-Timer! (Alas Ramus)
- Tsuki to Laika to Nosferatu (Anya Simonyan)
- Undead Unluck (Backs)
- We Never Learn (Kana)
- What Do You Do at the End of the World? Are You Busy? Will You Save Us? (Collon)

### Videogiochi
- Anonymous;Code (Nonoka Hosho)
- Atelier Sophie: The Alchemist of the Mysterious Book (Atomina)
- Atelier Firis: The Alchemist and the Mysterious Journey (Atomina)
- Balan Wonderworld (Tim)
- Cookie Run: Kingdom (Moon Rabbit Cookie)
- CRYMACHINA (Lilly)
- Dragalia Lost (Angie, Fafnir Roy IV)
- Exos Heroes (Talia)
- Fire Emblem: Engage (Hortensia)
- Forspoken (Olevia Liette)
- Fuga: Melodies of Steel (Mei)
- Fuga: Melodies of Steel 2 (Mei)
- Genshin Impact (Sigewinne)
- Hatsune Miku: Colorful Stage! (Emu Otori)
- Honkai Impact 3rd (Griseo)
- Infinity Strash - Dragon Quest: The Adventure of Dai (Mina)
- Loopers (Holly / Sana Horii)
- Magia Record: Puella Magi Madoka Magica Side Story (Ikumi Makino)
- Megadimension Neptunia VII (vari nemici)
- Monster Hunter Wilds (Palico femmina) [12]
- Neptunia x Senran Kagura: Ninja Wars (Princess Aaru)
- Relayer (Mars)
- Steins;Gate 0 (Kaede Kurushima)
- Sword Art Online: Alicization Lycoris (Linel Synthesis Twenty-Eight)

### Film animati
- Eiga Pretty Cure Miracle Universe (Fuwa)
- Eiga Star Twinkle Pretty Cure - Hoshi no uta ni omoi wo komete (Fuwa)
- Eiga Pretty Cure Miracle Leap - Minna to no fushigi na 1-nichi (Fuwa)
- Ride Your Wave (Hinako Mukamizu (giovane))
- Typhoon Noruda (Tama-chan)